# Nord Aviation CT.20
Le Nord Aviation CT.20 est un drone cible français, téléguidé depuis le sol il était censé servir de cible pour les avions de chasse et les missiles surface-air.
Lors de son lancement, il était monté sur un chariot lui-même monté sur une rampe oblique. Une fois sa mission terminée il redescendait au sol sous un parachute.

## Historique

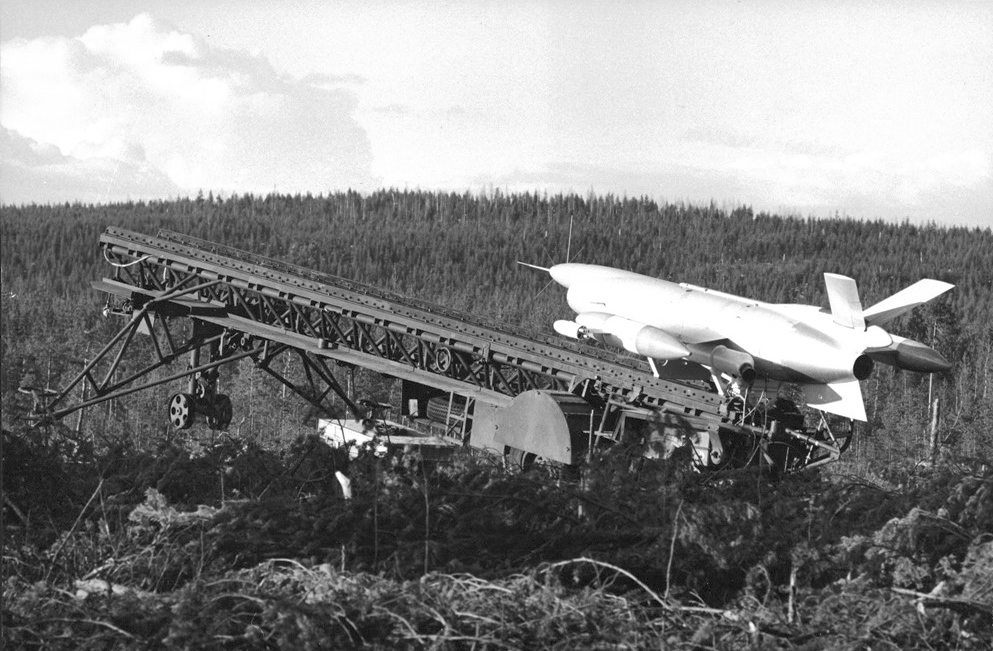
CT.20 sur sa rampe de lancement.

Il remplace le CT10 (Nord-Aviation), largement inspiré du V1, entré en service en 1952 et devenu rapidement obsolète, et doit simuler les avions de combat à réaction. Pour y parvenir, il est propulsé par un turboréacteur Marboré, du même type que celui de l'avion d'entraînement Fouga CM-170 Magister. Testé à partir de 1955, il entre en service en 1958 et construit jusqu’en 1984 à 1 530 exemplaires de série. Il sera utilisé par l'OTAN sur le polygone de tir NATO Missile Firing Installation (en) (NAMFI) en Crète et la France l'utilise jusqu'aux années 2000.
L'armée de l'air suédoise l'a utilisé également dans sa version classique pour l'entraînement des chasseurs à partir de sa base de Kiruna sur le cercle polaire.

## Versions

### M20

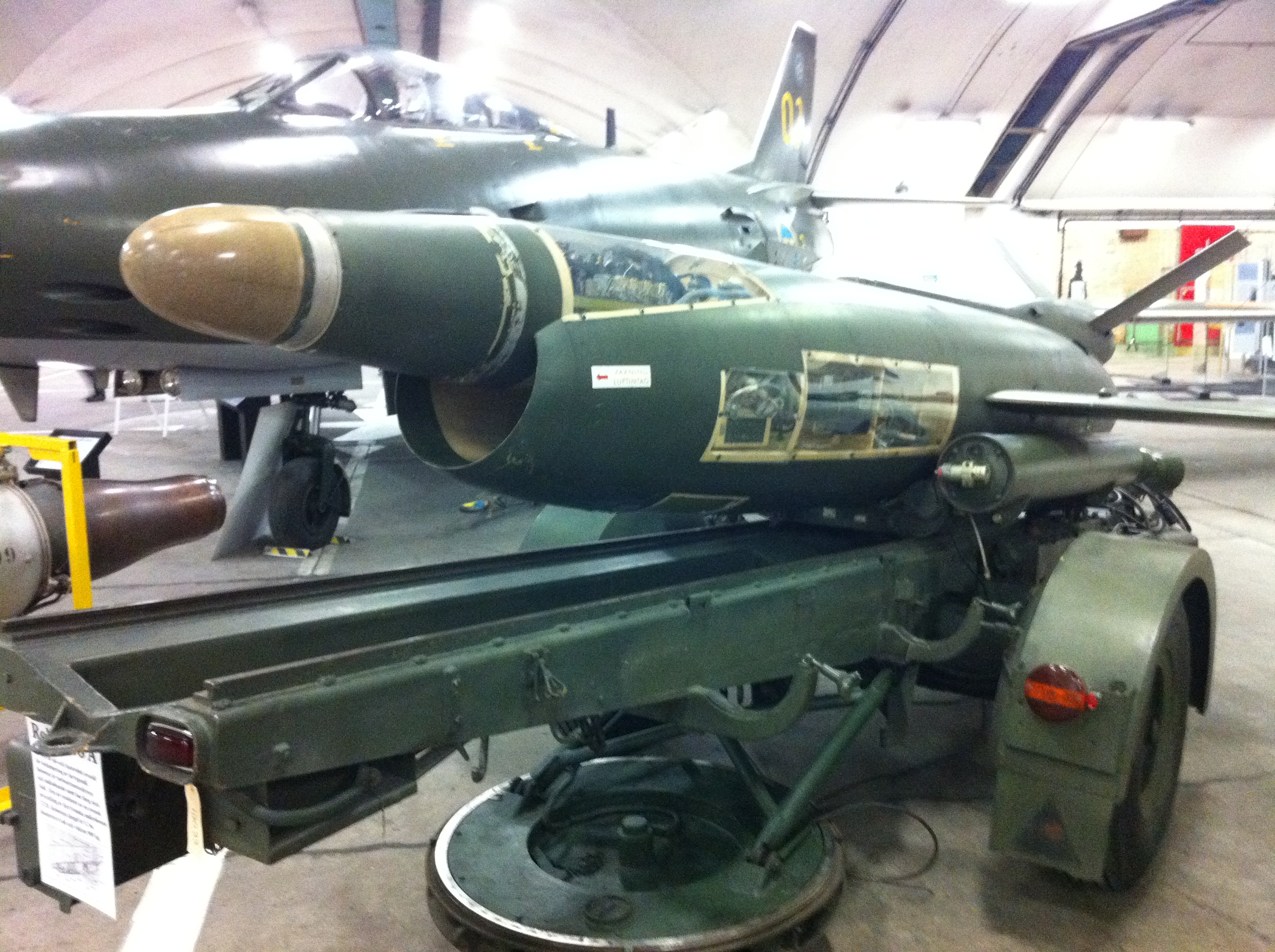
Un Robot 08 dans un musée.

La Marine suédoise demande la transformation de l’engin cible en missile antinavire à longue portée. Le développement s'effectue avec l’entreprise Saab-Scania entre 1959 et 1965. Il entre en service en 1967 à 96 exemplaires construits par Nord-Aviation dans son usine de Méaulte (Somme) expédié en éléments séparés et réassemblé en Suède sous la référence Rb08a (Robot 08 (sv)) à bord des deux destroyers de la classe Halland et des batteries d'artillerie côtière de la marine royale suédoise. 
Cette version était munie d'ailes repliables qui se dépliaient et se verrouillaient automatiquement en passant sur des glissières au moment du lancement.

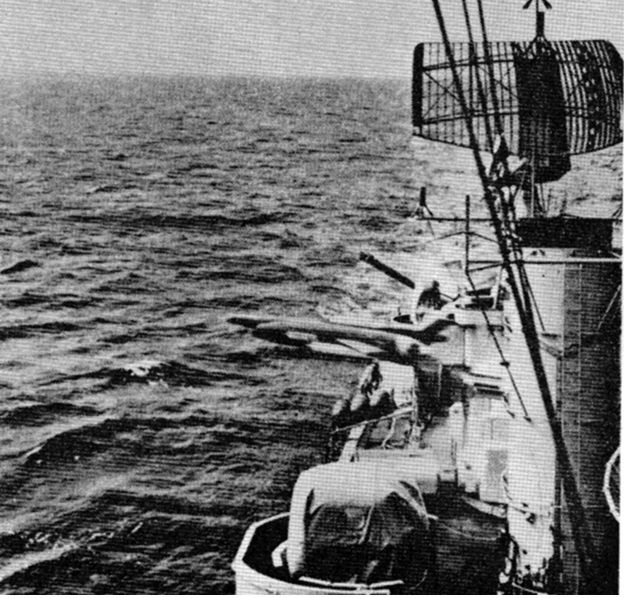
Tir depuis un navire de classe Halland

### R20
Nord Aviation transforme la cible CT20 en engin de reconnaissance dénommé R20. Il s'agit du tout premier drone en service en Europe. Les essais commencèrent en 1963, il entre en service en 1966 et 62 exemplaires sont produits pour l’armée de terre française. Le R20 servant entre autres à l'observation d'artillerie en fournissant des informations de ciblage en temps réel pouvant être répercutée sur le véhicule de commandement pour les régiments de missiles nucléaire Pluton. N'ayant pas obtenu les résultats escomptés, le programme est abandonné en 1976.

## Utilisateurs
- Égypte[6]
- France
- OTAN
- Grèce
- Italie [réf. nécessaire]
- Suède